# Лужність (мінералогія)
Ефективна лужність (англ. effective alkalinity, нім. effektive Alkalität f) — величина у мінералогії, яку одержують відніманням кількості СаО від загальної кількості лугів у ваг. %.
Вона виключає вплив СаО на властивості мінералів (R. L. Folinsbee, 1940).